# Tellinidae
Tellinidae é uma família de moluscos bivalves da ordem Veneroida.

## Gêneros
- Arcopagia Leach in Brown, 1827
- Cadella Dall, Bartsch & Rehder, 1938
- Cymatoica W. H. Dall, 1889
- Leporimetis Iredale, 1930
- Macoma Leach, 1819
- Macomona Finlay, 1927
- Psammotreta W. H. Dall, 1900
- Quidnipagus (Iredale, 1929)
- Strigilla Turton, 1822
- Tellidora Morch, 1856
- Tellina Linnaeus, 1758